# Budismo pragmático
El budismo pragmático es un subconjunto de la doctrina budista que deja de lado creencias y rituales y aboga por la práctica continua de las enseñanzas de Buda (dhamma en pali, dharma [‘deber religioso’] en sánscrito) con el único propósito de eliminar el sufrimiento y permitir el surgimiento de la paz interior y la armonía.

## Budismo y pragmatismo
En el sentido más amplio de la palabra, el budismo es una religión y un sistema filosófico propuestos originalmente por Siddhattha Gotama (en pali, Siddhartha Gautama el nombre más conocido en occidente, en sánscrito), en el noreste de la India en el siglo III a. C. Como religión, la cuarta más grande del mundo, tiene tres escuelas principales (Theravāda, Mahāyāna, Vajrayāna) y docenas de ramificaciones. Por el énfasis mayor que coloca en la introspección y en los estados mentales, hay numerosos eruditos que también consideran al budismo como una corriente de psicología en vez de (o además de) un credo religioso o una escuela de filosofía.
El adjetivo «pragmático» describe a una persona que siempre utiliza un enfoque práctico hacia los problemas y asuntos de la vida diaria; para tal persona, la verdad es aquello que funciona y produce resultados. Las normas y los comportamientos deben ir de la mano y tener consecuencias beneficiosas; por lo tanto, la teoría y la práctica no deben pertenecer a dominios diferentes. La palabra «pragmático» proviene del griego pragmatikos que significa ‘versado en asuntos de negocios’.
El budismo pragmático, la combinación de los dos términos, es una manera de vivir. De acuerdo con Stephen Batchelor y S. N. Goenka, Buda no habría pretendido fundar una religión cuando originalmente desarrolló su doctrina. De hecho, las enseñanzas de Buda preceden a la palabra «religión», en el sentido que tiene en el mundo contemporáneo, en no menos de cinco siglos. Por otra parte, puesto que excluye creencias y rituales, dos componentes fundamentales de cualquier credo, el budismo pragmático no puede ser considerado como una religión.

## Cuatro nobles verdades y diez indeterminados
Aunque la palabra pragmatismo fue acuñada por el filósofo norteamericano Charles S. Peirce veinticuatro siglos después del tiempo de Buda, el sabio de la India fue en verdad pragmático cuando consideró como cierto y provechoso todo aquello que contribuyera a la cesación del sufrimiento y, recíprocamente, como inútil o perjudicial aquellos comportamientos que llevan al sufrimiento o desvían del camino que conduce a su eliminación.
Dos parágrafos que aparecen en muchos de los discursos de Buda proveen bases muy sólidas para considerar sus enseñanzas como pragmáticas. El primero, el resumen más breve del propósito de toda la doctrina, es la declaración misma de sus cuatro nobles verdades: «Yo solamente enseño la realidad del sufrimiento, el origen del sufrimiento, la cesación del sufrimiento, y el camino hacia la cesación del sufrimiento». Durante sus correrías de predicación Buda repitió estas frase (o expresó el mismo significado que está implicado en ellas) centenares de veces.
El segundo parágrafo son las respuestas que ofrece Buda a un discípulo suyo que le exigía claridad acerca de varios temas inciertos relacionados con la naturaleza del cosmos, la inmanencia del alma y la existencia de los budas después de su muerte. Dice Siddhattha Gotama entonces: 

En la discusión de cualquier hipótesis sobre temas sobrenaturales —sean ellos la eternidad o finitud del universo, la existencia o inexistencia del alma, su inmortalidad o su desaparición, el renacimiento o la reencarnación— la afirmación o negación de cualquier posición acerca de tales temas es solamente un manojo de opiniones, un desierto de opiniones, una manipulación de opiniones que de ninguna forma conducen a la cesación del sufrimiento.
Buda

En otras palabras, las únicas nociones importantes para Buda son aquellas pocas cosas que contribuyen al fin del sufrimiento; cualquier acción o discusión que no vaya en esa dirección es una pérdida completa de tiempo.
El Buda pronunció palabras similares, que Stephen Batchelor considera no solo pragmáticas sino también agnósticas (ver agnosticismo), en muchos otros discursos. El enunciado completo consiste de diez declaraciones (cuatro acerca del universo, dos acerca de la relación cuerpo-alma y cuatro acerca del destino de los budas después de la muerte) están identificadas en la literatura budista como los «diez indeterminados» (también conocidos como «puntos no declarados» o «preguntas sin respuesta»). Aunque ellas son abstractas y pomposas, posible consecuencia de las dificultades de traducción del pali a los idiomas occidentales, los diez indeterminados puntualizan que las nociones de la eternidad e infinitud del universo, la existencia de esencias inmateriales asociadas con los fenómenos vitales y el renacimiento o reencarnación de los seres vivos (en este concepto los discursos se refieren específicamente al renacimiento de los budas) son inciertos e imposibles de colocar dentro de un marco racional. (La noción de «Dios» no aparece en la lista de indeterminados pero un razonamiento similar bien podría aplicarse al concepto de Divinidad).
Las enseñanzas de Buda son pragmáticas, dice el erudito budista anglo-alemán Edward Conze, porque ellas evitan las especulaciones y apuntan únicamente a los hábitos y prácticas que conducen a la cesación del sufrimiento. Escribe Conze:

El pensamiento budista se mueve en la dirección de lo que llamamos pragmatismo. El valor de un concepto debe juzgarse por aquello que pueda hacerse con tal concepto, por la calidad de vida que resulta de él.
Edward Conze

Para todos los budistas, sean pragmáticos o no, las cuatro nobles verdades son las únicas verdades necesarias —las únicas útiles—. Recta opinión (también denominada recto entendimiento, recta conocimiento o recta suposición), el primer hábito del camino noble o camino intermedio, es la comprensión de las cuatro verdades nobles. El erudito vietnamita budista Thich Nhat Hahn define recta opinión como la ausencia de opiniones. (La cita exacta es: «Recta suposición es la ausencia de suposiciones»). El fin del sufrimiento, la meta final y única del budismo pragmático, resulta de la comprensión de las cuatro verdades nobles, del reconocimiento de su necesidad imperiosa y de la experiencia directa de ellas. Cuando el sufrimiento se acaba, la armonía y la paz interior florecen espontáneamente.
S. N. Goenka, fundador de los Centros de Meditación Vipassana, repite con frecuencia que, mientras el budismo es ciertamente una religión, las enseñanzas no lo son.

Buda nunca enseñó una religión o una doctrina sectaria; el enseñó el “dhamma” —el camino hacia la liberación— que es universal.
S. N. Goenka

La pregunta que surge entonces es qué tan apropiado es utilizar la palabra «budismo» cuando estamos recortando el tamaño descomunal de los textos budistas hasta el volumen reducido de la esencia del «budismo pragmático» o, en otras palabras, qué clase de budismo es uno que no es una religión. Jiddu Krishnamurti, escritor indio del siglo XX, cuyo pensamiento se asimila frecuentemente con el de Buda, dijo en alguna ocasión: «Nadie escuchó a Buda; es por eso que existe el budismo».

## Semántica
La palabra «budismo» es una invención de los eruditos occidentales, sostiene Stephen Batchelor.
La palabra «budista» no existe en el idioma tibetano, dice Lama Surya Das. De acuerdo con este autor y monje budista norteamericano, los tibetanos usan un término aproximadamente equivalente a «interiorizador» (alguien que mira hacia el interior para buscar el significado de la existencia), cuando ellos quieren referirse a lo que nosotros los occidentales llamamos «budista». En este contexto, «interiorizador» no tiene connotación alguna de adhesión a creencias o afiliación a sectas.
El escritor colombiano Gustavo Estrada dice:

Si el budismo no existiera, budista sería entonces quien practica las enseñanzas, como futbolista es quien juega al fútbol y pianista quien toca el piano… sin necesidad alguna de creer en hipótesis metafísicas ni en rituales extraños; solamente necesitan practicar algo. [...]

Si practica poco, obtendrá pobres resultados; si practica mucho, logrará progresos notables; si practica todo el tiempo, será un virtuoso. Y de la misma forma que para el futbolista son importantes las reglas de juego y para el pianista la teoría musical, para el budista es relevante el orden natural (la otra acepción de dhamma) —los aspectos de la naturaleza y de la experiencia que se relacionan con las instrucciones de vivir—. El virtuoso del fútbol es una estrella en su deporte, el virtuoso del piano es un artista consumado, el virtuoso del budismo elimina el sufrimiento.

## La simplificación del budismo
El Canon Pali es la fuente más confiable de las enseñanzas de Buda pero, desafortunadamente, su tamaño es descomunal. El Canon Pali consta de tres grandes divisiones de las cuales solo la División de narraciones, la segunda de ellas y solo una fracción de la misma, es de interés para el budismo pragmático. La División de narraciones o Sutta Pitaka también es voluminosa por sí sola y contiene más de seis mil quinientos títulos o documentos independientes. La lista de temas de doctrina es bastante larga y los puntos dentro de cada tema también pueden ser numerosos.
La mayoría de los eruditos están de acuerdo en la necesidad de identificar los puntos básicos de las enseñanzas y durante las décadas recientes ha habido varios esfuerzos en esa dirección (ver Basic Points Unifying the Theravāda and the Mahāyāna).
Hay convergencias mayores y divergencias menores con respecto a los conceptos que conforman la esencia de la enseñanzas. Para comenzar, en adición a las verdades nobles y al camino intermedio, todas las propuestas coinciden en dos componentes importantes. 
El primero, Tri-Laksana o "Las tres características de los fenómenos", es el punto de entrada a la doctrina. Aquí comienza el budismo: Todo cambia permanentemente (annica en pali, anitya en sánscrito), existe el sufrimiento y la existencia humana es propensa al mismo (dukkha en ambos idiomas), y no existen entidades metafísicas asociadas con los fenómenos del universo (anattá en pali, anatman en sánscrito).
El segundo componente son los tres refugios:
«Me refugio en el Buda, me refugio en la práctica de las enseñanzas, me refugio en la comunidad» es la invocación que se hace al inicio de las prácticas de meditación en muchas tradiciones budistas. (Estas frases aparecen en numerosos textos del Canon Pali). El primer refugio, Buda, representa la intuición, la ecuanimidad y la emancipación mental—la cualidad de Buda, no la persona, según S. N. Goenka—que todos podemos alcanzar; Buda es un símbolo del potencial de llegar al despertar interior que existe en todo ser humano. El segundo refugio, las enseñanzas, se refiere exclusivamente la práctica de las mismas (no a la lectura ni a la memorización de textos o conceptos). El tercer refugio, la comunidad, es el vehículo de divulgación de las enseñanzas y el canal apropiado de dirección y apoyo para quienes comienzan el recorrido del camino noble.
A pesar de la coincidencia, es necesario anotar que la interpretación anterior del refugio en Buda y el refugio en la comunidad difiere en el budismo pragmático de la correspondiente explicación del budismo religioso. El budismo pragmático no rinde pleitesía a la persona de Buda ni requiere en el mundo moderno de una comunidad religiosa para la divulgación de las enseñanzas (papel este que desempeñaron los monjes budistas con notable competencia y éxito durante muchos siglos).

## La esencia del budismo pragmático
Las verdades nobles y el camino noble, la cuarta verdad, conforman los conceptos en los cuales hay unanimidad entre todos los grupos o sectas que se denominen budistas. Los eruditos más pragmáticos, aquellos que consideran que el conocimiento debe ser puesto en acción si se ha de volver sabiduría, sostienen que las cuatro verdades nobles no solamente son la puerta de entrada a las enseñanzas sino que allí está contenida toda la esencia doctrinaria.
No obstante, las verdades nobles aisladas pueden no satisfacer a quienes no les gustan los actos de fe. El Buda dijo en su primer discurso, La puesta en marcha de la rueda de la verdad, que cada una de las verdades nobles tiene que ser (1) entendida (2) reconocida como necesaria y (3) experimentada como vivencia propia y directa. El primer punto, la necesidad de comprender y asimilar cada verdad, genera la urgencia de algunas nociones adicionales. En la selección de las pocas nociones adicionales asociadas al camino y a las verdades nobles aparecen las diferencias entre las diferentes propuestas.
Gustavo Estrada, uno de los proponentes del budismo pragmático, sugiere que el Buda mismo da la respuesta a estos interrogantes en la narración conocida como las La maneras de afirmar la atención (Ver texto completo en Satipatthana Sutta).
Además de las tres características de los fenómenos y de los tres refugios, la esencia de las enseñanzas se completa con cinco conceptos que se encuentran en la cuarta contemplación de la misma narración, justamente denominada Dhammānupassanā o contemplación de las enseñanzas. Estas cinco nociones, en la secuencia lógica de aplicación (no en el orden en que aparecen en la narración), son:
- Las cuatro verdades nobles (ariya-sacha en pali, arya-satya en sánscrito): Los cuatro enunciados que resumen las enseñanzas (sufrimiento, sed, extinción, camino noble).
- Los cinco agregados de la individualidad (khandha en pali, skanda en sánscrito) son los aspectos o fenómenos de la existencia que generan al ser humano la apariencia de una esencia inmaterial permanente (el cuerpo físico, las sensaciones, las percepciones, las formaciones condicionadas, la cognición). Esta noción es importante para la comprensión del resumen que hace Buda de la primera verdad noble: «Los cinco agregados de la individualidad pueden generar sufrimiento».
- Los siete factores del despertar interior (bojjhanga en pali, bodhyanga en sánscrito) son los factores que contribuyen al progreso en el recorrido del camino noble (la recta atención, la reflexión sobre las enseñanzas, la persistencia, el entusiasmo, la serenidad, el éxtasis, la ecuanimidad). Es importante resaltar aquí el primer factor, la atención —más exactamente la recta atención— que incluye tanto la vigilancia permanente de todo lo que nos sucede, interna y externamente, como la práctica de la meditación para afirmar la capacidad de estar atentos. El ejercicio de la meditación, tanto la de la atención como la del éxtasis, que aparecen en el camino noble y en los siete factores, es parte fundamental del budismo pragmático.
- Los cinco obstáculos de la intuición (nīvarana en pali, nīvarana en sánscrito) son las situaciones o circunstancias (la sensualidad, la hostilidad, la pereza, el desasosiego, la incertidumbre) que impiden o dificultan el conocimiento inmediato. Con los siete factores del punto anterior, los cinco obstáculos son parte del recto esfuerzo, el sexto hábito del camino noble: Abra espacio a todo lo que sea favorable a su progreso; evite todo aquello que lo desvíe de su camino.
- Las doce Ayatana o "esferas de la actividad mental" (saláyatana en pali, ayatana en sánscrito),, seis sentidos (seis bases internas) y sus objetos (bases externas), son el conjunto conformado por los ojos, los oídos, la nariz, la lengua, el sistema sensorial y el cerebro, con sus correspondientes objetos (ojos y formas visibles, oídos y sonidos, nariz y olores, lengua y sabores, contacto físico y sistema nervioso sensorial, cerebro y pensamientos). Las doce esferas de la actividad mental enfatizan la importancia que en toda experiencia tienen tanto los objetos externos (que pueden ser agradables, desagradables o neutros, por sí mismos) como las sensaciones o señales nerviosas que resultan del contacto con ellos (que pueden ser también agradables, desagradables o neutras).

El control sobre los objetos externos y las sensaciones que ellos nos generan (segundo agregado de la individualidad) es limitado. El control sobre las percepciones (tercer agregado), el procesamiento que hace el sistema nervioso de las sensaciones, no solo es significativo sino susceptible de mejorar con la aplicación de las enseñanzas. Pero, más importante aún, este control sobre el tercer agregado es fundamental en el eliminación del sufrimiento. Las bases internas actúan como intermediarias entre los fenómenos, las bases externas, por un lado, y las percepciones, las formaciones condicionadas y la cognición (el tercero, cuarto y quinto agregados, respectivamente), por el otro.
Para el budismo pragmático todo lo que está por fuera de estas siete nociones (características, refugios, verdades nobles, agregados, factores del despertar interior, obstáculos de la intuición y esferas de la actividad mental) son cosas indeterminadas (entes inmateriales, fenómenos metafísicos), innecesarias (rituales, maestros espirituales) o inútiles (leyendas, lugares metafísicos).

## Grupos y organizaciones
Como manera de vivir basada en los hábitos que recomienda el camino noble, el budismo pragmático no necesita estar conectado con ningún sistema filosófico ni con ningún grupo religioso o sectario en particular. Pero los budistas pragmáticos sí quieren, en verdad, esparcir las enseñanzas y en el mundo moderno eso solo puede suceder a través de grupos organizados. Algunos de tales grupos terminan inevitablemente pareciéndose a escuelas de pensamiento o a sectas religiosas. Aunque ni «pragmático» ni «pragmatismo» aparecen en las declaraciones de sus misiones, muchos de las asociaciones budistas contemporáneas son «pragmáticas» en su propósito, como sería de esperarse, de la misma forma que las enseñanzas fueron pragmáticas mucho antes de que tal palabra se volviera de uso común.
La mayoría de las ramas del llamado Movimiento Vipassana caben en esta categoría de «pragmáticas» no especificadas; en términos generales, sus registros o protocolos no hacen referencia alguna a creencias, rituales o prácticas que pudieran asociarse con sistemas religiosos. A continuación hay dos ejemplos de tales organizaciones.
El Centro de Meditación Sprit Rock, de acuerdo con su misión, «es una institución de educación y entrenamiento espirituales cuyo propósito es llevar a la gente, mediante la experiencia directa, a un nivel profundo de comprobación del camino budista de la emancipación». El Centro se formó como una evolución del primer retiro de un grupo de meditación en 1974.
Los Centros de Meditación Vipassana, iniciados por S. N. Goenka en 1969, tienen como propósito exclusivo la enseñanza de la técnica de meditación Vipassana, «una manera simple y práctica de alcanzar la paz mental auténtica que lleva a una vida útil y feliz».
Un caso algo diferente es la Sociedad de Meditación Introspectiva (ver Insight Meditation Society, IMS por sus siglas en inglés), una organización religiosa sin ánimo de lucro fundada en 1975. La misión del IMS es ser «un refugio espiritual para todos aquellos que buscan la liberación del sufrimiento mental y emocional», declaración está muy en línea con la definición de budismo pragmático.
Los tres grupos antes mencionados tienen sus raíces en el budismo Theravada y todos dejan a la palabra «pragmatismo» por fuera de sus definiciones de propósito y de sus descripciones organizacionales. Por otra parte, el Centro de Budismo Pragmático, una sangha o comunidad budista más reciente que incorpora el budismo pragmático y enseña prácticas específicas para cultivar la vigilancia consciente en la vida diaria, está basado en escuelas Mahayana y es pragmático por definición. El CPB, establecido en 2006, se identifica a sí mismo como «la síntesis del "budismo chan" chino y el budismo zen con la tradición pragmática estadounidense». Aunque existen coincidencias entre la filosofía del CPB y el budismo pragmático, el CPB no enmarca completamente dentro del concepto de budismo pragmático que, por definición, excluye rituales, afiliaciones, linajes y órdenes monásticas.

## Budismo pragmático y espiritualidad
No obstante las consideraciones semánticas, a los ojos de todo el mundo, budismo es la gran religión con veinticinco siglos de antigüedad y budista es quien sigue tal religión. Esta es la razón por la cual el calificativo de «pragmático» se vuelve indispensable. Dentro de estas consideraciones, hay dos puntos que merecen especial atención. El primero, el budismo pragmático comparte con el budismo, con la religión y la filosofía totales, la esencia de las enseñanzas de Buda, esencia que es común a todas escuelas y ramas del budismo.
El segundo, el budismo pragmático es espiritual a pesar de su exclusión de nociones metafísicas. El budismo pragmático cabe muy bien dentro de espiritualidad ateísta o no religiosa tal como la define el filósofo contemporáneo francés André Comte-Sponville. Este escritor sostiene que es posible ser espiritual sin necesidad de creer en entidades metafísicas. El fondo del asunto, de acuerdo con el filósofo francés, no se encuentra en Dios, la religión o el ateísmo sino en la vida espiritual. Comte-Sponville define espiritualidad como «nuestra relación finita con el infinito, nuestra experiencia temporal de la eternidad, y nuestro acceso relativo a lo absoluto». A la pregunta de si los seres humanos podríamos vivir sin religión, Comte-Sponville responde (los paréntesis que aparecen en la cita son agregados): «Sí, sí podemos vivir sin religión pero no podemos o, al menos, no debemos hacerlo sin comunión (sentido de comunidad: la sangha de budismo), fidelidad (a un conjunto de principios: el dharma del budismo) y amor (metta, la benevolencia del budismo)». Por lo tanto, la práctica del budismo pragmático —el recorrido del camino noble para eliminar el sufrimiento— satisface las aspiraciones espirituales tanto de las gentes de fe, cuyas creencias no excluyan la apertura mental, como de las personas sin afiliación o credo alguno, agnósticos y ateos por igual.